# Brachycyttarus fasciatus
Brachycyttarus fasciatus är en fjärilsart som beskrevs av Wolfgang Dierl 1971. Brachycyttarus fasciatus ingår i släktet Brachycyttarus och familjen säckspinnare. Inga underarter finns listade i Catalogue of Life.